# Carlo Ausino
Carlo Ausino, né le 20 juillet 1938 à Messine en Sicile, et mort le 22 novembre 2020 à Turin, est un réalisateur, un scénariste et un directeur de la photographie italien.

## Biographie
Carlo Ausino nait en 1938 à Messine en Sicile. Âgé d'un an, il emménage avec sa famille dans la région du Piémont, d'abord à Druento puis à Turin. Dans les années 1960, il travaille pour l'industrie du cinéma et pour la Rai.
En 1969, il réalise son premier film, le drame L'ora della pietà. Sa carrière se compose alors de plusieurs films réalisés avec des budgets modestes et qui peinent à dépasser une diffusion nationale. Parmi ses principales œuvres, il obtient une petite notoriété avec deux films fantastiques, La città dell'ultima paura en 1975 suivi de Prima che il sole tramonti en 1976. Il s'essaie ensuite au genre policier avec Le justicier défie la ville (Torino violenta), un film tourné à Turin avec l'acteur britannique George Hilton dans le rôle principal. Il tourne en 1980 une suite, Tony, l'altra faccia della Torino violenta. En 1982, il s'essaie au film d'horreur et réalise La villa delle anime maledette avec Beba Loncar et Jean-Pierre Aumont dans les rôles principaux. En 1990, il réalise un film érotique, Senza scrupoli 2 avec l'actrice Barbarella (it).
Au cours de sa carrière, Ausino a également été acteur, producteur et monteur sur certains de ces films.

## Filmographie

### Comme réalisateur et scénariste
- 1969 : L'ora della pietà
- 1975 : La città dell'ultima paura
- 1976 : Prima che il sole tramonti
- 1977 : Le Justicier défie la ville (Torino violenta)
- 1980 : Tony, l'altra faccia della Torino violenta
- 1982 : La villa delle anime maledette
- 1988 : Nebuneff
- 1997 : Racconto di natale (court-métrage)
- 2001 : Una favola moderna (court-métrage)
- 2006 : Killer's Playlist

### Comme réalisateur
- 1990 : Senza scrupoli 2

### Comme directeur de la photographie
- 1975 : La città dell'ultima paura
- 1977 : Le justicier défie la ville (Torino violenta)
- 1980 : Tony, l'altra faccia della Torino violenta
- 1982 : La villa delle anime maledette
- 1987 : Giovanni il ragazzo del sogno de Giuseppe Rolando
- 1990 : Senza scrupoli 2
- 1993 : L'ora blu de Samuele Marabotto
- 2003 : L'amore più grande. Vita e opere di Maria Francesca Foresti de Sante Altizio
- 2005 : Vita di Corte nel Settecento piemontese d'Amedeo Varese
- 2006 : Killer's Playlist

### Comme acteur
- 1977 : Le justicier défie la ville (Torino violenta)

### Comme producteur
- 1982 : La villa delle anime maledette
- 2006 : Killer's Playlist

### Comme monteur
- 2006 : Killer's Playlist